# 河道總督
河道總督（穆麟德轉寫：birai jugūn be uheri kadalara amban）為中國明清官制名稱，在清朝為正二品的官職。與一般兼掌政務和军务的總督不同，而是專門治理河道政务的总督官职。

## 明朝
明成化七年（1471年）冬十月因運河堵塞設立，並將漕河以南直隸徐州沛縣、山東省濟南府德州為界分為三段，命刑部侍郎王恕總督河道，亦稱總理河道總管河道大臣。成化九年（1473年）四月王恕改任南京户部左侍郎後不复常設，聞河有故則遣大臣行事往治之，事畢還朝。正德四年（1509年）九月黄河自儀封北决，越黃陵岡，入賈魯河，抵豐沛，威脅安平運道，十二月武宗命工部左侍郎崔岩兼都察院右副都御史署理河道，駐紮濟寧。但正德五年（1510年）九月崔岩治河未濟，被劉瑾迫害致仕，武宗將南京右僉都御史李堂升任工部右侍郎，繼續整治河道。正德六年（1511年）二月功成。十二月因劉六劉七民變，命捕盜都御史陳天祥管治山東省東昌府以北河道，漕運都御史張縉管治南直隸徐州以南河道，蘇松巡撫河道總督管治東昌府至徐州沛縣河道以守河運。正德七年（1512）三月以鴻臚寺卿劉愷為都察右副都御史總都河道，遂成定職，任期三年。嘉靖十三年（1534年）以都察御史加工部尚书或侍郎职衔充任。隆庆四年（1570年）兼領軍務。到万历五年（1577年）因河道總督傅希摯與漕運總督吳桂芳因整修河道分歧太大無法調和，內閣首輔張居正並河於漕，升總督漕運兵部左侍郎吳桂芳為工部尚書河漕總督兼領軍務，新任總河。還未上任的新河道總督李世達改任浙江巡撫。萬曆十六年（1588年）四月直隶巡按御史見並河於漕後責分，而官無專督，故修浚之功怠於無事，急於臨渴，河患日深，遂上奏奏請河漕分開並重設河道總督。經內閣討論後神宗批准同意，此後沿用至清朝。[[Category:]]

## 清朝
清朝沿用。後分設為三位河道總督。分別是
- 南河總督駐江苏省淮安府清江浦
- 東河總督駐山东省濟寧州
- 北河總督由直隸總督兼領。

並依需要另設副總河。
未分设之前的歷任總督
| 姓名   | 籍貫       | 任職日期                         | 去職日期                         | 備註             |
| ------ | ---------- | -------------------------------- | -------------------------------- | ---------------- |
| 杨方兴 | 汉军镶白旗 | 顺治元年（1644年）七月十九       | 顺治十四年（1657年）五月廿一     | 驻济宁           |
| 朱之錫 | 浙江义乌   | 顺治十四年（1657年）七月十九     | 顺治十六年（1659年）十一月初四   | 驻济宁           |
| 杨茂勋 | 汉军镶红旗 | 顺治十六年（1659年）十二月二十   | 顺治十七年（1660年）六月初五     | （署）驻济宁     |
| 白色纯 | 汉军镶白旗 | 顺治十七年（1660年）六月初十     |                                  | （署）驻济宁     |
| 苗澄   | 直隶任丘   | 顺治十七年（1660年）七月初六     |                                  | （代署）驻济宁   |
| 朱之錫 | 浙江义乌   | 顺治十七年（1660年）十二月       | 康熙五年（1666年）四月初三       | 卒于任，驻济宁   |
| 卢崇峻 | 汉军镶黄旗 | 康熙五年（1666年）三月十六       | 康熙五年（1666年）十一月十五     | 驻济宁           |
| 杨茂勋 | 汉军镶红旗 | 康熙五年（1666年）十二月廿三     | 康熙八年（1669年）九月初六       | 驻济宁           |
| 罗多   | 汉军旗     | 康熙八年（1669年）十月初五       | 康熙十年（1671年）正月廿三       | 驻济宁           |
| 王光裕 | 汉军镶红旗 | 康熙十年（1671年）二月初七       | 康熙十六年（1677年）二月初九     | 革职，驻济宁     |
| 靳輔   | 汉军镶黄旗 | 康熙十六年（1677年）二月廿四     | 康熙二十七年（1688年）三月十二   | 革职，驻清江浦   |
| 馬齊   | 满洲镶黄旗 | 康熙二十七年（1688年）三月       |                                  | （戡阅河工）     |
| 王新命 | 汉军镶蓝旗 | 康熙二十七年（1688年）三月十六   | 康熙三十一年（1692年）二月初一   | 革职，驻济宁     |
| 董訥   | 山东平原   | 康熙三十一年（1692年）二月初一   |                                  | （署）驻清江浦   |
| 靳輔   | 汉军镶黄旗 | 康熙三十一年（1692年）二月初一   | 康熙三十一年（1692年）十一月十九 | 卒于任，驻清江浦 |
| 于成龍 | 汉军镶黄旗 | 康熙三十一年（1692年）十二月初八 | 康熙三十四年（1695年）八月十四   | 驻清江浦         |
| 董安国 | 汉军镶红旗 | 康熙三十四年（1695年）八月二十   | 康熙三十七年（1698年）十一月廿七 | 革职，驻清江浦   |
| 于成龍 | 汉军镶黄旗 | 康熙三十七年（1698年）十一月廿七 | 康熙三十九年（1700年）三月初十   | 卒于任，驻清江浦 |
| 張鵬翮 | 四川遂宁   | 康熙三十九年（1700年）三月初十   | 康熙四十七年（1708年）十月十三   | 驻清江浦         |
| 赵世显 | 汉军镶黄旗 | 康熙四十七年（1708年）十一月十一 | 康熙六十年（1721年）十一月初四   | 驻清江浦         |
| 陈鹏年 | 湖南湘潭   | 康熙六十年（1721年）十一月初四   | 雍正元年（1723年）正月十二       | 驻清江浦         |
| 齐苏勒 | 满洲正白旗 | 雍正元年（1723年）正月十二       | 雍正七年（1729年）二月           | 卒于任，驻清江浦 |